# Петнистоопашат куол
Петнистоопашатият куол (Dasyurus maculatus) е вид бозайник от семейство торбести мишки (Dasyuridae). Това е вторият най-голям торбест хищник след тасманийския дявол - мъжките са с тегло до 3,5 кг, а женските - до 1,8 кг.
Има два подвида, единият от които е почти застрашен от изчезване..

## Разпространение и местообитание
Разпространен е в Австралия и Тасмания.